# Blåkäxa
Blåkäxa (Etmopterus spinax) är en hajfisk som bland annat lever på djupare vatten längs Sveriges västkust, till exempel i Kosterfjorden och centrala Skagerraks djupområden. Det är den enda lanternhajen (käxan) som förekommer i svenska vatten.
Blåkäxan lever normalt på cirka 200 till 700 meters djup, men kan vid kusterna gå upp till 75. Den kan förekomma ner till över 2000 meters djup. 
Blåkäxan blir sällan längre än 45 centimeter, och är således Nordatlantens minsta hajart. Maximal längd är 60 cm. En levande blåkäxas färgteckning i dagsljus är jämnt violettgrå på ovansidan och näst intill svart på undersidan. Kroppens små hudtänder gör att blåkäxan har ett skimmer som liknar sammetstyg. Ögonen är stora och pupillerna kan vid belysning se lysande gröna ut på grund av den reflekterande näthinnan. Stora ögon och reflekterande näthinna är anpassningar för ett liv i djupt vatten inom havets fotiska zon (de djup där solljus går att detektera). Framför vardera av de två ryggfenorna sitter en relativt grov och vass tagg, precis som hos pigghajen. På huvudet finns nätverk av lorenzinska ampuller, vilka utgör receptorer som kan känna av elektriska fält. Den har ett antal lysorgan på undersidan som alstrar ett svagt blågrönt sken. Denna bioluminiscens nyttjas sannolikt som en utjämnande belysning på djupare vatten, så att hajens konturer inte blir lika tydliga (en form av kamouflage). Eventuellt nyttjas även de ljusalstrande cellerna vid kommunikation, till exempel vid fortplantningen.
Liksom alla andra hajarter går hanar och honor att skilja på bukfenornas utseende. Honorna har vanliga bukfenor medan hanarnas bukfenor är delvis ombildade till så kallade pelvisklaffar, vilka utgör reproduktionsorgan för intern befruktning.
Födan består av småfisk, bläckfisk, musslor, kräftdjur och räkor. Under sommaren föds de drygt tio centimeter långa ynglen, 6-20 stycken åt gången.

## Utbredning
Blåkäxa finns, förutom på den svenska västkusten, även längs med hela Norges kust, i Nordsjön, längs södra Island, väster om Irland samt kring den Iberiska halvön och i västra Medelhavet, längs hela Västafrika ända ner till Godahoppsudden. I Sverige påträffas blåkäxan framförallt utanför norra Bohuslän och kan t. ex. fångas i Kosterfjordens djuprännor.
Blåkäxan är inte listad som hotad av IUCN, men i Sverige är den rödlistad som sårbar.

## Fiske
Inget riktat yrkesfiske efter blåkäxa sker i svenska vatten men arten fångas sporadiskt som bifångst. Sportfiske efter arten pågår sedan slutet av 1990-talet då fritidsfiskare började fiska i Skagerraks djupare områden långt från kusten. Ofta utförs ett riktat sportfiske efter blåkäxa och andra mindre djuplevande arter i samband med fiske efter större arter, såsom långa, vitrocka och lubb. Metoden är bottennära mete med naturligt agn (t.ex. bitar av makrillfiléer), där mindre krokar ämnade att fånga till exempel blåkäxa sätts som upphängare ovanför grövre tackel betade med stora beten (t.ex. hela makrillfiléer) vilka syftar att locka de större arterna till hugg. Ofta används så kallade cirkelkrokar för upphängarna, vilka är näst intill cirkulärt formade krokar som krokar fisken utan att något mothugg behövs samtidigt som det är svårt för den krokade fisken att slita sig från en cirkelkrok. Cirkelkroken används med syfte att kunna fånga de mindre arterna på djupt vatten utan att behöva veva upp flera hundra meter lina; istället väntar man tills en stor fisk har krokats innan uppvevning sker. I sportfiskesammanhang anses blåkäxan vara en effektiv agntjuv som kan äta upp agnet som avses för större målarter.

## Bilder

Blåkäxa
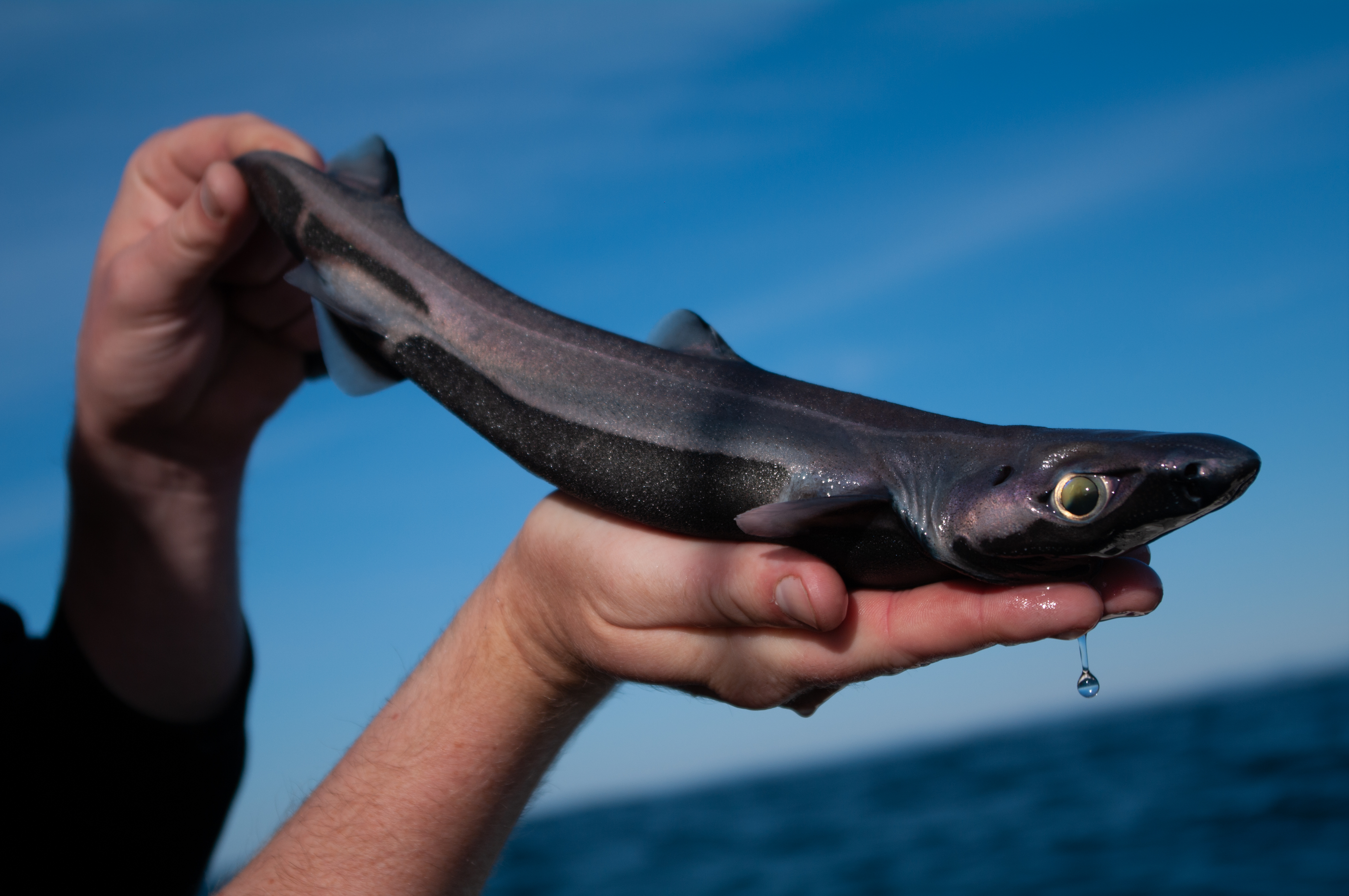
Blåkäxa (Etmopterus spinax)
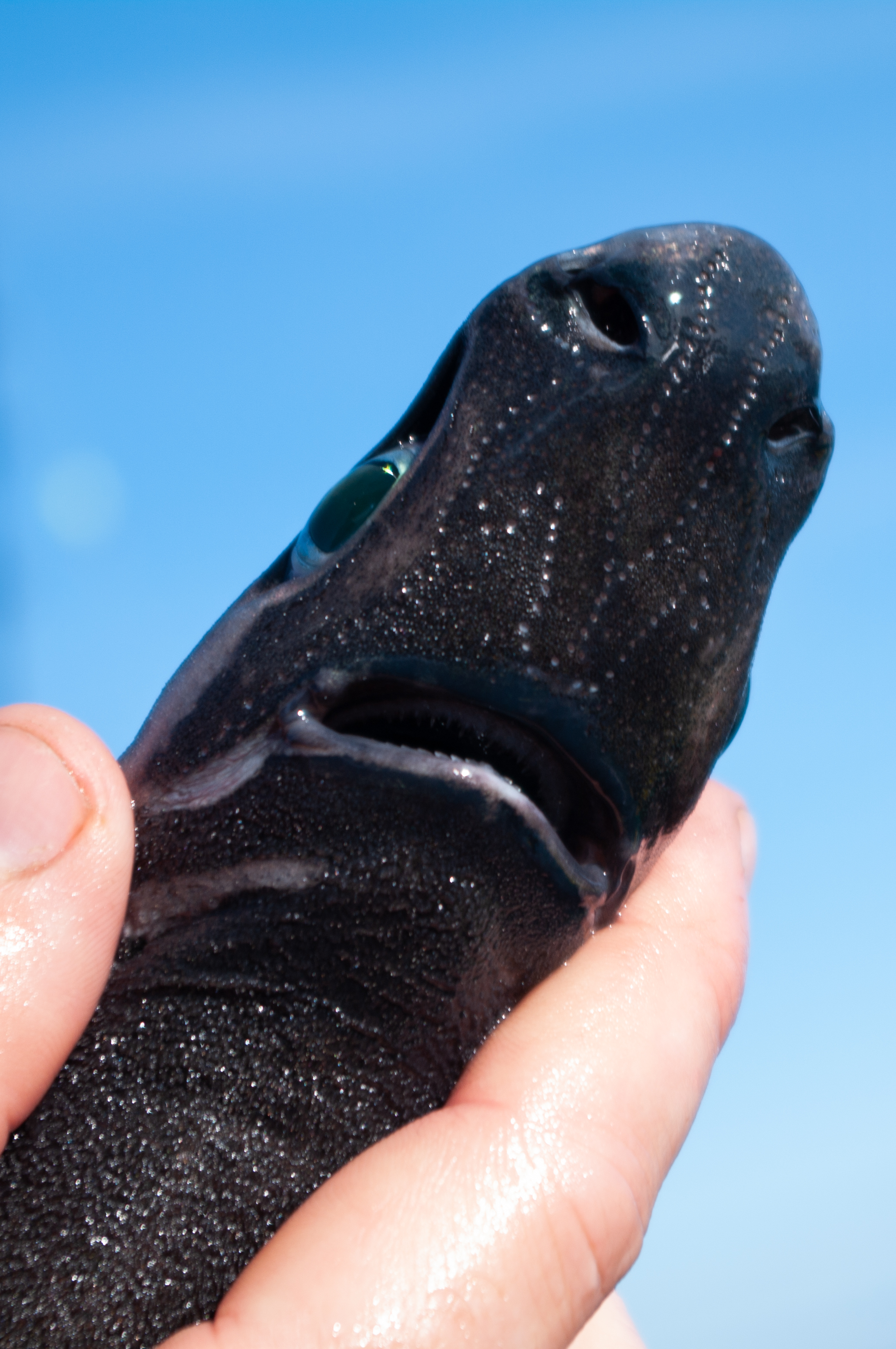
Blåkäxa (Etmopterus spinax), huvud och lorenzinska ampuller
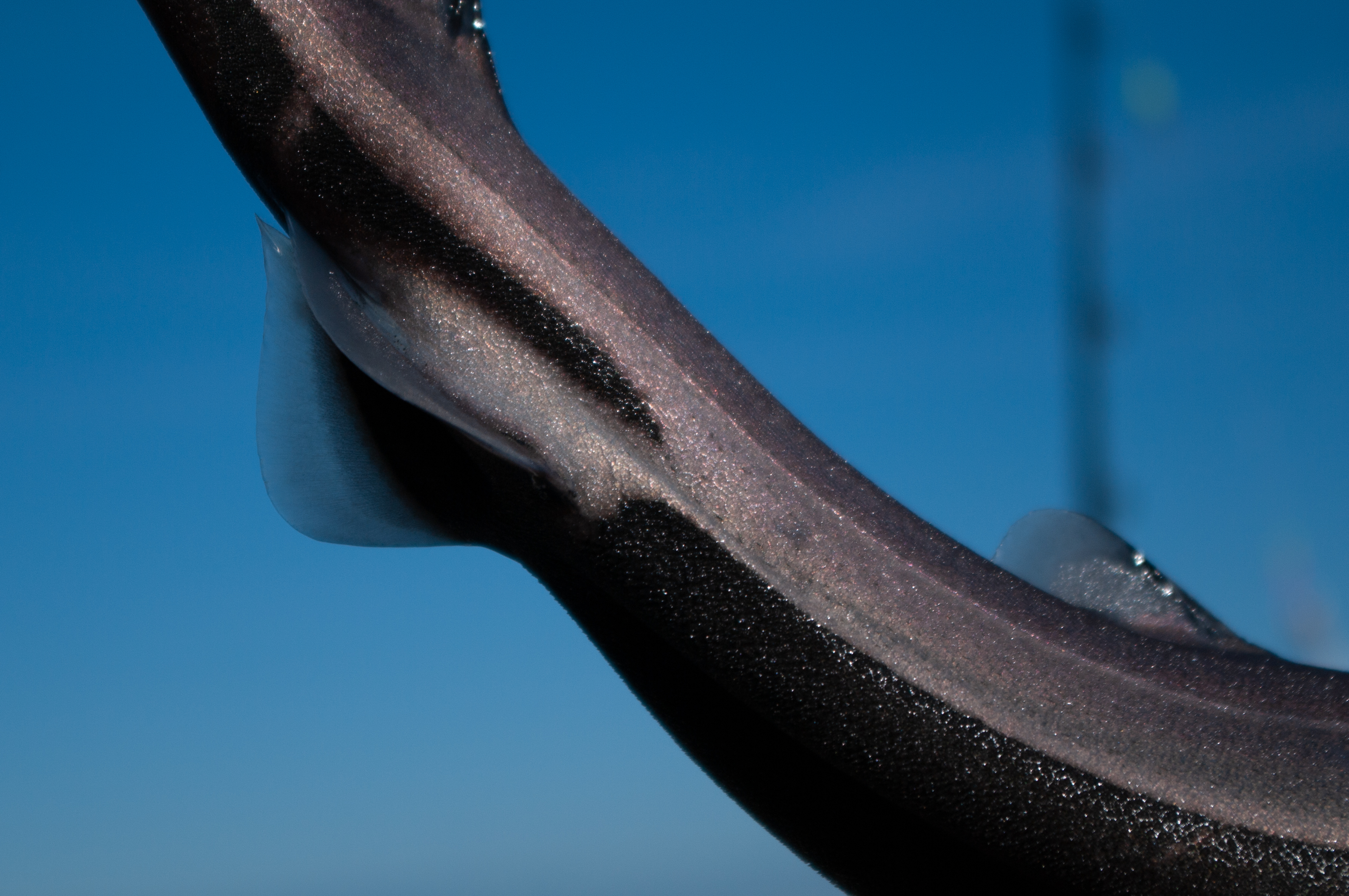
Blåkäxa (Etmopterus spinax), honans bukfenor
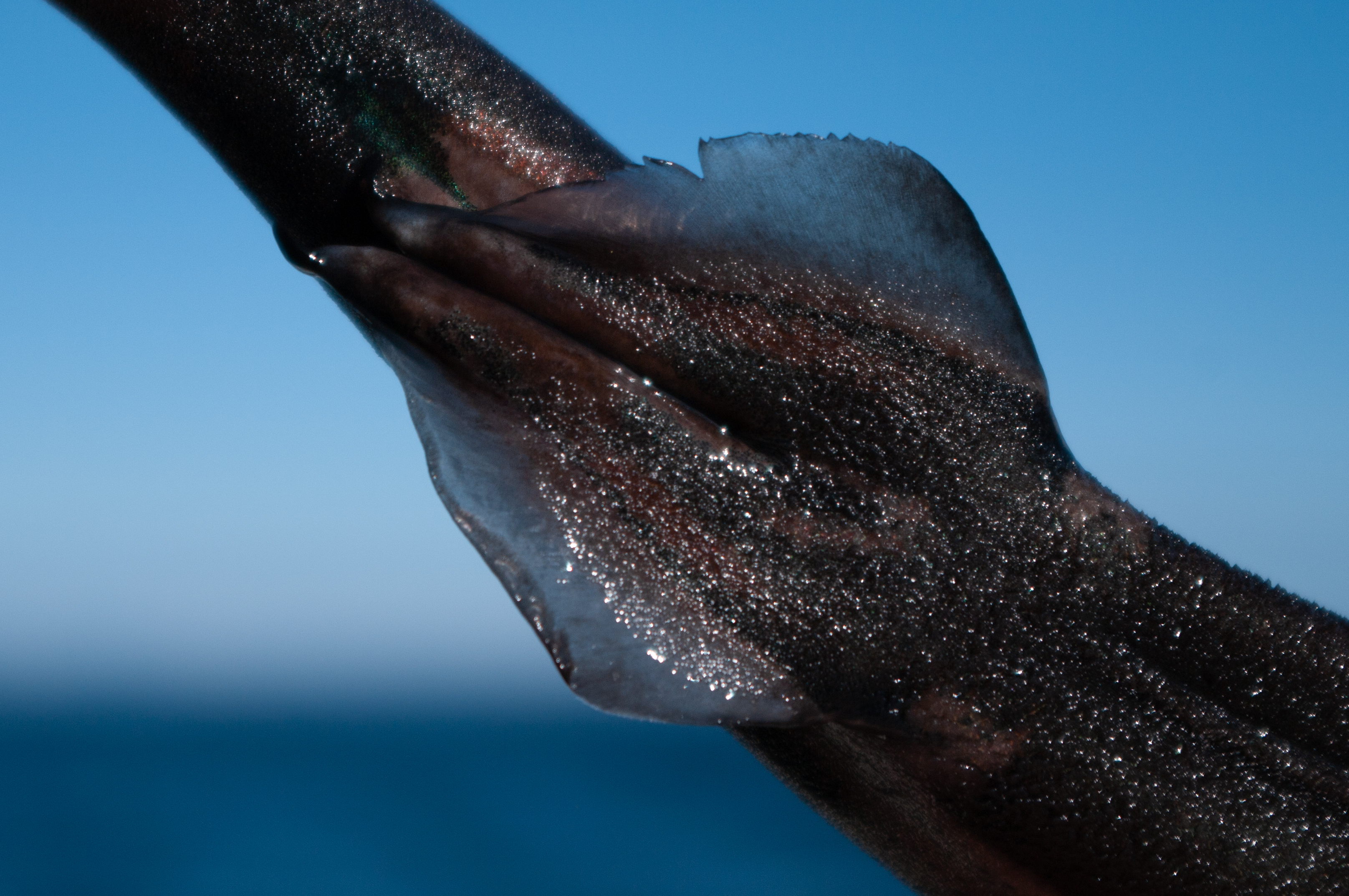
Blåkäxa (Etmopterus spinax), hanens bukfenor och pelvisklaffar